# Enciclopedia del Románico en la Península Ibérica
Enciclopedia del Románico en la Península Ibérica es un exhaustivo trabajo de investigación plasmado en una enciclopedia que alberga todo el desarrollo del arte románico en la península ibérica realizado por Fundación Santa María la Real durante más de dos décadas.
En 2002 se publicaban los primeros tomos, los correspondientes a la provincia de Palencia. Los trabajos, se habían iniciado unos años antes.
El trabajo cuenta desde 2012 con un convenio de colaboración con el Ministerio de Cultura de España.
Además, junto a la edición impresa, la obra cuenta con su réplica digital: el portal Románico Digital, donde se vuelca toda la información y que, constituye, la mayor base de datos sobre arte románico del mundo.

## Autores
El arquitecto, escritor, dibujante y también humorista José María Pérez “Peridis”, junto con el profesor Miguel Ángel García Guinea han dirigido y promovido este proyecto en el que han colaborado medio millar de investigadores. La supervisión y coordinación ha sido llevado por técnicos del Centro de Estudios del Románico de la Fundación Santa María la Real (que recibe su nombre por el monasterio de Santa María la Real de Aguilar de Campoo).

## Volúmenes publicados
- Palencia (2)[1]
- Valladolid (1)
- Salamanca (1)
- León (1)
- Soria (3)
- Burgos (4)
- Zamora (1)
- Ávila (1)
- Segovia (3)
- Asturias (4 Románico y prerrománico)
- Cantabria (3)
- Navarra (3)
- Madrid (1)
- La Rioja (2)
- Guadalajara (2)
- Cuenca (1)
- Zaragoza (2)
- País Vasco (3)
- Pontevedra (2)
- A Coruña (2)
- Barcelona (3)
- Tarragona (1)
- Ourense (2)
- Huesca (4)
- Lugo (3)
- Girona (3)
- Portugal (3)